# Pierre Gautiez
Pierre Gautiez est un artiste peintre, illustrateur et critique d'art français né le 2 février 1923 à Joigny, qui vécut au 56, rue Louis-Pasteur à Mont-Saint-Aignan et qui est mort à Bois-Guillaume le 31 mai 2006.

## Biographie
Élève de l'École des Beaux-Arts de Rouen, ce Rouennais « né bourguignon par accident » exerce un premier métier de géomètre des Eaux et Forêts avant de subir pendant la Seconde Guerre mondiale un emprisonnement où il frôle la mort. Passionné de jazz et saxophoniste de haut niveau, il est ensuite notamment accompagnateur de Claude Luter et d'Alix Combelle, effectuant dans l'orchestre du second une saison de concerts.
Daniel Gautiez, fils de l'artiste, restitue : « au début des années cinquante, il entre en peinture. Les arbres morts de la baie de Somme sont ses premiers modèles. Il abandonne la critique picturale par déontologie et se soumet aux jurys des grands salons parisiens où il cherche et obtient la caution de ses pairs… Connu et reconnu, certes il le fut. La longue liste fastidieuse et rassurante des titres, distinctions et récompenses dont son travail et sa personne furent l'objet en témoigne… Sûrement il y fut sensible, mais peut-être moins qu'à quelques mots d'estime et d'encouragement dispensés par quelques aînés admirés, Roger Chapelain-Midy, André Hambourg, par exemple. Car ceux-là, comme d'autres plus illustres encore, Gustave Courbet, William Turner, furent ses maîtres : inscrite lisiblement dans son œuvre, leur influence le conduit à la synthèse heureuse d'une technique aboutie au service d'une vision romantique ».
Pierre Gautiez fut peintre des armées.
Si l'on y trouve quelques rares portraits et natures mortes, son œuvre peint fait essentiellement état de ses villégiatures en Normandie (les environs de Rouen, Le Tréport, Saint-Valery-en-Caux, Caudebec-en-Caux, Villequier, Pont-Audemer, Marais-Vernier (Eure), Anneville-sur-Mer, Aizier, Grandcamp-Maisy, Honfleur, Barfleur, Saint-Vaast-la-Hougue), dans les Hauts-de-France (la baie de Somme, Le Quesnoy, Ambleteuse, Gravelines, Grand Fort Philippe), en Bretagne (Brest, Camaret-sur-Mer, Clohars-Carnoët, Étel, Fouesnant, Moëlan-sur-Mer, Quiberon, Roscanvel), en forêt de Fontainebleau, dans le Doubs (Ornans), en Haute-Savoie (Chamonix-Mont-Blanc), dans un large sud de la France (Auch, Les Baux-de-Provence, Fréjus, le Roussillon, Marseille), en Belgique (Bruges, Ostende), aux Pays-Bas (Colijnsplaat, Flessingue, Veere), en Allemagne (Travemünde), en Finlande (Hamina), en U.R.S.S. (Leningrad), en Écosse (Loch Shin), en Italie (Venise), en Espagne (Tolède), au Portugal, en Algérie (Alger, Blida), en Tunisie (Carthage, Hammamet),
Ayant occupé les fonctions de vice-président du Salon des artistes français et de président de la Société des artistes normands, ami des peintres Georges Mirianon, Marcel Cramoysan, Gaston Sébire et Jean Bréant, Pierre Gautiez est l'auteur d'un livre monographique consacré au dernier d'entre eux.

## Distinctions
- Officier de l'ordre national du Mérite
- Chevalier de l'ordre des Palmes académiques

## Illustrations
- George-Edward (pseudonyme de Tony Fritz-Vilars), Black-out, poèmes sur les désastres de la guerre illustrés par l'auteur, René Joutet (frontispice), Pierre Gautiez et Marcel Cramoysan, sans nom d'éditeur, 1946.

## Expositions

### Expositions personnelles

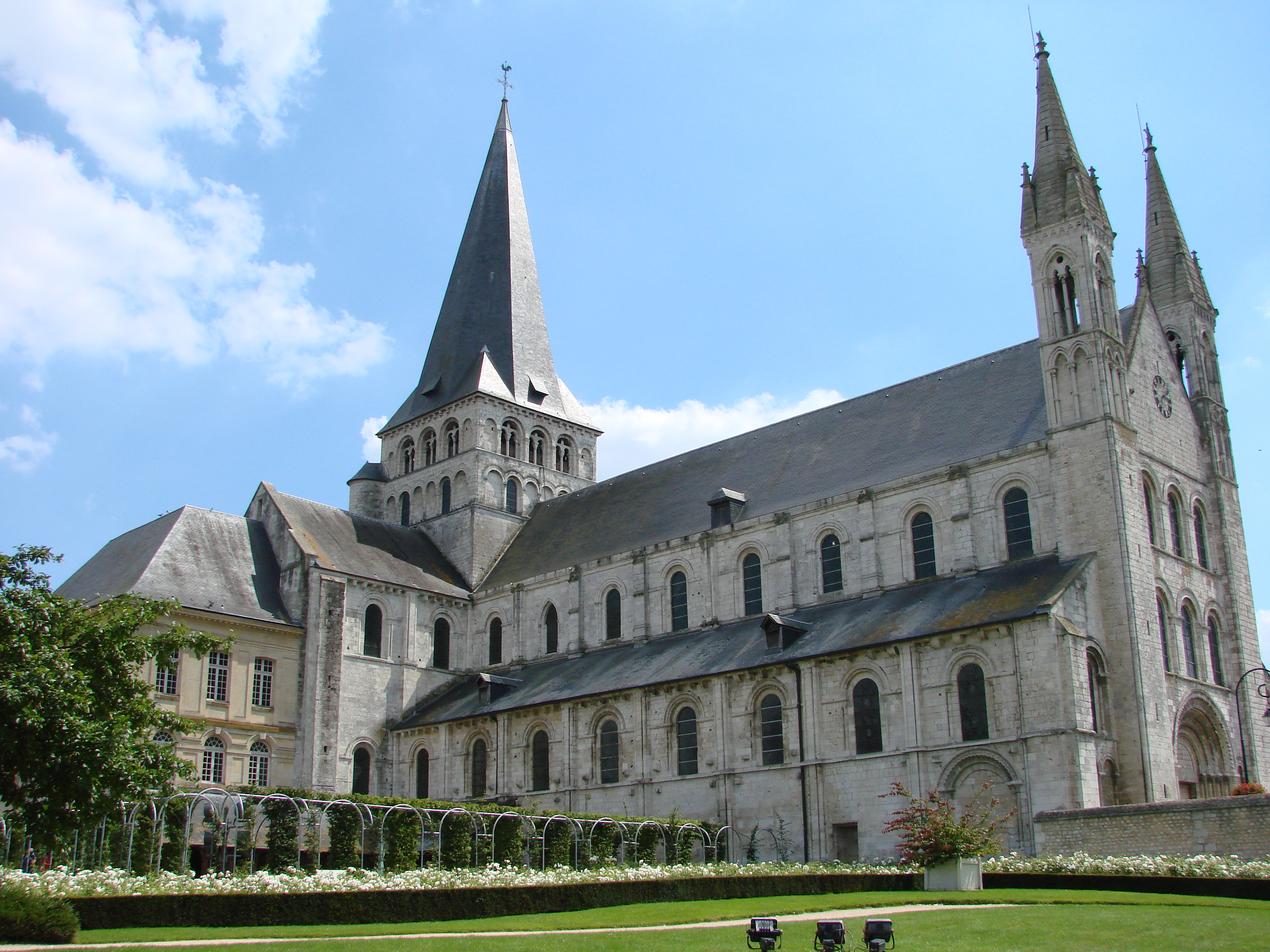
Abbaye Saint-Georges de Boscherville, 2009

- Musée des Beaux-Arts de Rouen, 1962[1].
- Galerie Saint-Placide, Paris, 1965.
- Hôtel de ville de Sotteville-les-Rouen, 1985[2].
- Galerie d'art de la Maison des architectes, Bruxelles, 1986[2].
- Alliance française, Chicago, 1987[2].
- Musée des Beaux-Arts de Montbard, 1992.
- Galerie des Beaux-Arts, Bordeaux, 1994.
- Arsenal Saint-Pierre-aux-Nonnains, Metz, 1996.
- Pierre Gautiez - Rétrospective, abbaye Saint-Georges de Boscherville, Saint-Martin-de-Boscherville, octobre 2009 - janvier 2010[7].
- Dispersion de l'atelier Pierre Gautiez, hôtel de Bourgtheroulde / maison de vente Normandy Auction, Rouen, 27 octobre 2017[4],[8].

### Expositions collectives
- Salon d'Automne, Paris, 1959.

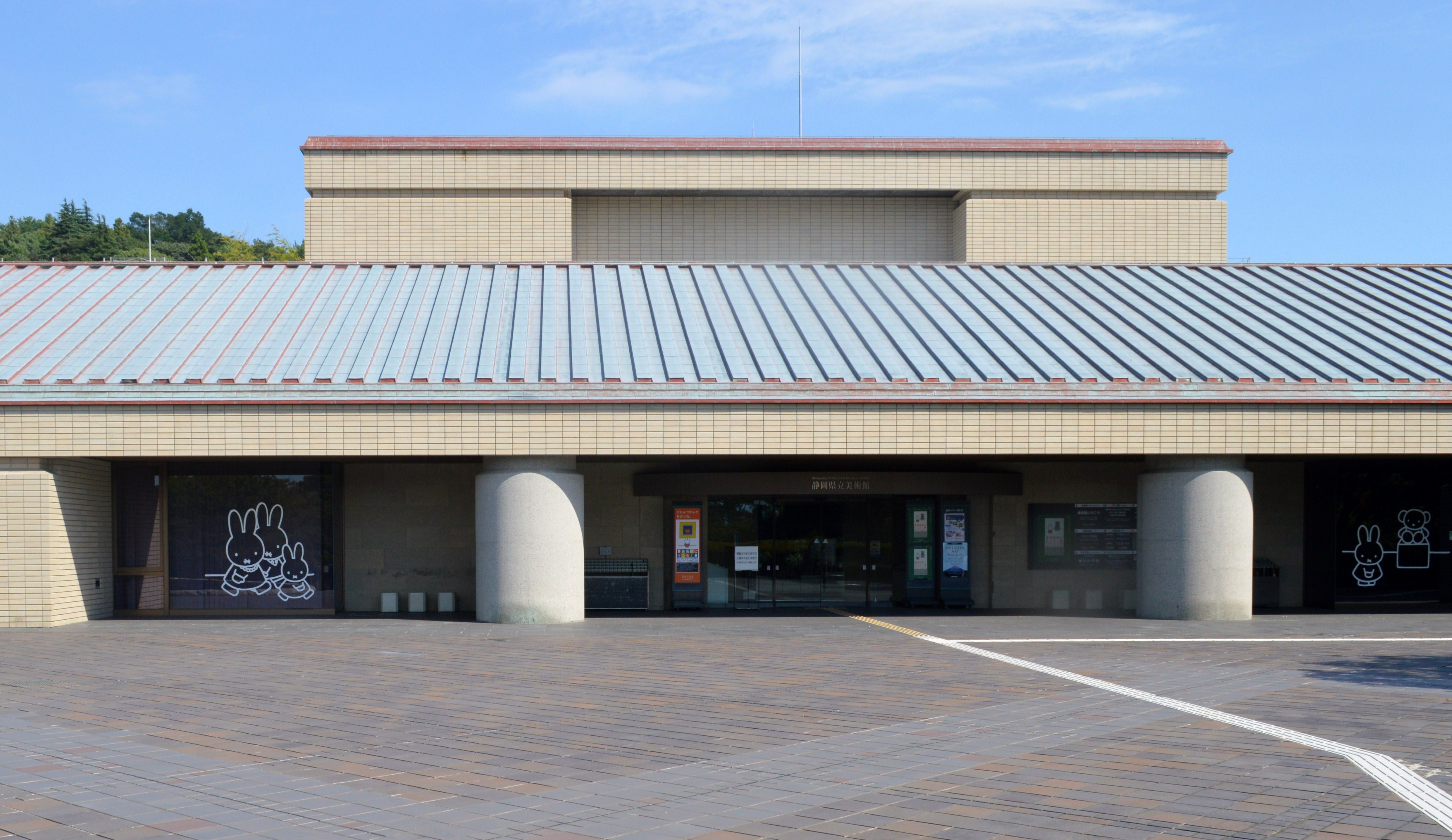
Musée d'art de Shizuoka, 1996

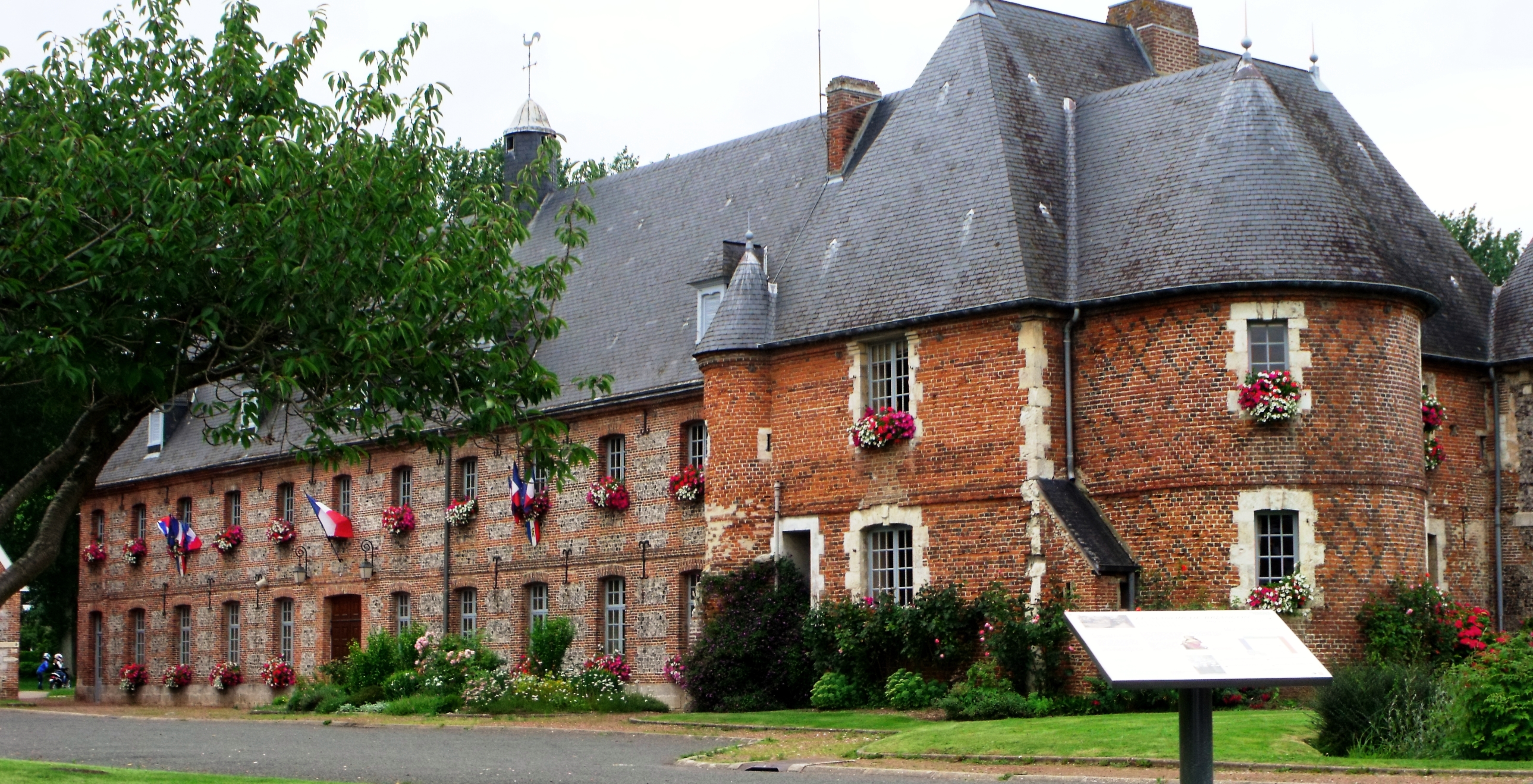
Criel-sur-Mer, manoir de Briançon, 2008

- Salon des artistes français (médaille d'or), Paris, 1960[9].
- Salon des indépendants, Paris, 1979.
- Panorama de la peinture contemporaine - Paul Aïzpiri, Jean-Pierre Alaux, Paul Ambille, Yves Brayer, Jean Bréant, Bernard Buffet, Rodolphe Caillaux, Jean Carzou, Michel Ciry, Marcel Cramoysan, Jef Friboulet, Pierre Gautiez, Camille Hilaire, Franck Innocent, Monique Journod, Michel King, Roland Lefranc, Édouard Georges Mac-Avoy, Georges Mirianon, Jean Navarre, Marcel Peltier, Christian Sauvé, Robert Savary, Gaston Sébire, Arthur Van Hecke…, hôtel de ville de Sotteville-lès-Rouen, mars 1980[10].
- Musée d'état kirghize, Frounze, 1983[2].
- Musée d'Art moderne de Moscou, 1986[1].
- Friedrichsbad, Baden-Baden, 1996.
- Musée d'art (en) de Shizuoka, 1996[2]
- 40e Salon des amis des Arts et du manoir de Briançon - Rétrospective des invités d'honneur : Michel Ciry, Jef Friboulet, Pierre Gautiez, Franck Innocent, Monique Journod, Michel King, Pierre Laffillé, Roland Lefranc, Albert Malet, Georges Mirianon, Marcel Peltier, Gaston Sébire…, manoir de Briançon, Criel-sur-Mer, juillet-août 2008[11].
- Expositions non datées : Salon de la Société nationale des beaux-arts, Paris[1], Salon de la Marine, Salon des indépendants, Paris[2].

## Réception critique et témoignages
- « Chez Pierre Gautiez, l'émotion ou le drame perce dans de nombreuses toiles, qu'elles traitent d'épaves, d'incendies sur le port ou de menaces de tempêtes dans des mers nordiques. Et la rigueur de la forme, qui rejette tous les excès, rend cette sourde inquiétude encore plus poignante. Mais le talent d'un peintre ne se laisse pas enfermer en quelques phrases. On trouve aussi dans son œuvre des toiles paisibles : natures mortes, vues de villes, vues de la mer qui rappellent la peinture hollandaise du XVIIe siècle. Des représentations de chantiers navals d'où émerge la forme d'une coque de navire, au rouge profond, s'approchent de l'abstraction. Mais toutes ces toiles sont marquées par la fluidité et la transparence d'éclairages subtils, qui ne dédaignent pas l'éclat de couleurs plus vives. » - Dominique Cyrot[2]
- « Maniant l'humour et quelquefois l'ironie, Pierre Gautiez aimait le talent qu'il préférait appeler le métier. Sans doute parce qu'il se méfiait de l'enthousiasme, il se satisfaisait moins de la pirouette de génie que du savoir-faire né de l'étude et du travail. En son art, il revendiquait la technique, faisant faire à sa pudeur l'économie des débordements émotifs. Il comptait moins sur l'inspiration que sur la recherche de l'effort… Tard dans sa carrière, pour n'avoir pas postulé plus tôt, il fut heureux de devenir peintre officiel de l'Armée. Il agrémenta certaines de ses œuvres d'allusions militaires, sans rien changer à sa manière. L'âge le surprit sans le prendre, et les dernières toiles témoignent de la même puissance créatrice que celles de sa belle maturité. » - Daniel Gautiez[2]

## Prix et distinctions
- Médaille d'or de la Société internationale des Beaux-Arts[2].
- Premier prix du Salon national des peintres de l'Armée[2].
- Prix du Ministre de la Défense[2].
- Médaille d'or de l'académie Arts-Sciences-Lettres[2].
- Médaille d'argent de la ville de Paris[2].
- Médaille d'argent du Conseil européen d'art et d'esthétique[2].
- Officier de l'ordre national du Mérite[2].
- Chevalier des Palmes académiques[2].
- Officier de l'Association royale des artistes professionnels de Belgique[2].
- Prix du paysage du Salon de Deauville[2].
- Prix d'Algérie de la Société des Beaux-Arts d'Outremer[2].
- Prix Laurent-Schiaffino[2].
- Prix de la Compagnie tunisienne de navigation[2].

## Collections publiques

### Allemagne
- Kunsthalle de Hambourg[1].

### États-Unis
- Musée d'art du comté de Los Angeles[1].
- Philadelphia Museum of Art, Philadelphie[1].

### France
- Musée-château de Dieppe.
- Musée des Beaux-Arts de Montbard[2].
- Ministère de la défense, Paris[2].
- Fonds national d'art contemporain, Puteaux, Les arènes à Tanger, huile sur toile 65x100cm, avant 1960[12].
- Conseil départemental de Seine-Maritime, Rouen[2].
- Conseil régional de Haute-Normandie, Rouen[2].
- Musée des Beaux-Arts de Rouen, Marine à Port-Haliguen (Quiberon), huile sur toile 89x146cm[13].

## Élèves
- Jean-Gabriel Montador, auteur d'une toile intitulée Hommage à Pierre Gautiez où un saxophone côtoie la palette, les tubes et les pinceaux du peintre[14].